# Kubánská ženská volejbalová reprezentace
Kubanská volejbalová reprezentace žen reprezentuje Kubě na mezinárodních volejbalových akcích, jako je mistrovství světa.

## Mistrovství světa
| Rok/pořádající země        | Účast                            |
| -------------------------- | -------------------------------- |
| MS 1952 Sovětský svaz      | Bez účasti                       |
| MS 1956 Francie            | Bez účasti                       |
| MS 1960 Brazílie           | Bez účasti                       |
| MS 1962 Sovětský svaz      | Bez účasti                       |
| MS 1967 Japonsko           | Bez účasti                       |
| MS 1970 Bulharsko          | 8. místo                         |
| MS 1974 Mexiko             | 7. místo                         |
| MS 1978 Sovětský svaz      | Zlatá medaile                    |
| MS 1982 Peru               | 5. místo                         |
| MS 1986 ČSSR               | Stříbrná medaile                 |
| MS 1990 Čína               | 4. místo                         |
| MS 1994 Brazílie           | Zlatá medaile                    |
| MS 1998 Japonsko           | Zlatá medaile                    |
| MS 2002 Německo            | 5. místo                         |
| MS 2006 Japonsko           | 7. místo                         |
| MS 2010 Japonsko           | 12. místo                        |
| MS 2014 Itálie             | 21. místo                        |
| MS 2018 Japonsko           | 22. místo                        |
| MS 2022 Nizozemsko, Polsko | Bez účasti                       |
| Celkem                     | Účast – 12× · – 3× · – 1× · – 0× |

## Olympijské hry
| Rok/pořádající země     | Účast                           |
| ----------------------- | ------------------------------- |
| LOH 1964 Tokio          | Bez účasti                      |
| LOH 1968 Mexico City    | Bez účasti                      |
| LOH 1972 Mnichov        | 6. místo                        |
| LOH 1976 Montreal       | 5. místo                        |
| LOH 1980 Moskva         | 5. místo                        |
| LOH 1984 Los Angeles    | Bez účasti                      |
| LOH 1988 Soul           | Bez účasti                      |
| LOH 1992 Barcelona      | Zlatá medaile                   |
| LOH 1996 Atlanta        | Zlatá medaile                   |
| LOH 2000 Sydney         | Zlatá medaile                   |
| LOH 2004 Athény         | Bronzová medaile                |
| LOH 2008 Peking         | 4. místo                        |
| LOH 2012 Londýn         | Bez účasti                      |
| LOH 2016 Rio de Janeiro | Bez účasti                      |
| LOH 2020 Tokio          |                                 |
| Celkem                  | Účast – 8× · – 3× · – 0× · – 1× |